# Margit Nass-Edelson
Margit Nass-Edelson (* 1931 als Margit M. Kahlbrock) ist eine US-amerikanische Molekularbiologin und Mitentdeckerin der mitochondrialen DNA.

## Wirken
Margit Nass-Edelson begann 1958 ihr Promotionsstudium an der Columbia University und erhielt 1961 ihren PhD. Als Postdoc an der Universität Stockholm untersuchte Nass-Edelson 1962 die Zellatmung in Küken-Embryonen. Da die Universität ein neues Elektronenmikroskop hatte, beschlossen Nass-Edelson und ihr damaliger Ehemann Sylvan Nass die Küken-Zellen damit zu begutachten. Dabei entdeckten sie ein DNase-sensitives Filament in der mitochondrialen Matrix. Ab 1964 arbeitete sie an der Perelman School of Medicine der University of Pennsylvania, an der sie später Professorin für Radioonkologie wurde. Seit 1999 ist sie Emerita.